# Beverly Garland
Beverly Garland, geb. Beverly Lucy Fessenden, (Santa Cruz, Californië, 17 oktober 1926 - Los Angeles, Californië, 5 december 2008) was een Amerikaans film- en televisieactrice, zakenvrouw en hoteleigenares. 

## Levensloop
Garland werd bekend om haar vertolking als Fred MacMurrays tweede echtgenote, Barbara Harper Douglas, in de langlopende sitcom uit de jaren 1960 My Three Sons (een rol die zij speelde van 1969 tot het einde van de reeks in 1972). In de jaren 1980 was zij Kate Jacksons moeder, de weduwe Dotty West, in de tv-reeks Scarecrow and Mrs. King. Zij speelde ook geregeld mee in de reeks 7th Heaven met Stephen Collins. 
Zij was getrouwd met Bob Campbell en later met acteur Richard Garland, van wie zij in 1953 scheidde. Actrice Carrington Garland is hun dochter. Na de dood van haar derde echtgenoot, Fillmore Crank, in 1999 hield zij zich bezig met het management van hun hotels in Noord-Hollywood en Sacramento. 
Garland overleed op 5 december 2008 op 82-jarige leeftijd na een langdurige ziekte.